# Theretra puellaris
Theretra puellaris är en fjärilsart som beskrevs av Butler 1875. Theretra puellaris ingår i släktet Theretra och familjen svärmare. Inga underarter finns listade i Catalogue of Life.